# 李滋
李 滋（り じ、844年 - 863年）は、唐の宣宗の四男。母は呉氏。

## 生涯
会昌6年（846年）、李滋は、父の宣宗によって夔王に封ぜられ、大明宮の内院に居住していた。李滋は、宣宗が最も愛した子であり、宣宗は、李滋に皇位を継がせようと考えていたが、長男でないがゆえに、皇太子に立てられることはなかった。宣宗が臨終の際に、李滋を枢密使王帰長・馬公儒・宣徽南院使王居方に託孤したため、3人が詔書を偽造して、宣宗の長男である鄆王李温（後の懿宗）を支持する左神策軍護軍中尉王宗実を淮南監軍に任じて転出させようとしたところ、王宗実は、初め、任地に赴こうとしたが、左神策副使亓元実が詔書の真偽を確かめるために宮中に入ったところ、宣宗がすでに崩御していることが明らかになった。その後、王宗実は、詔書を偽造して、鄆王李温を皇太子とした後、即位させて懿宗とし、王帰長らは皆殺害された。
咸通4年（863年）、夔王李滋は、薨去した。
ただし、『新唐書』は、『旧唐書』「昭宗本紀」や「昭宗子伝」に基づき、次のように李滋の補伝を記載している。
乾寧3年（896年）、通王李滋と睦王李倚・済王・韶王・彭王・韓王・沂王・陳王は、改封されて、侍衛諸軍を領し、安経・奉宸・保寧・安化の各軍を統べ、京師を防衛した。鎮国軍節度使韓建は、昭宗を脅かし、8人の王が権力をほしいままにしていると述べたため、つに兵権が解除され、十六宅と呼ばれる彼らの御所に帰されることとなった。嗣延王李戒丕と嗣丹王李允が河東節度使李克用のもとを訪れると、韓建は、かれらを嫌悪した。乾寧4年（897年）、韓建と劉季述は、詔書を偽造して十六宅を攻撃し、11人の王を石堤谷に引き連れて、全員を誅殺した。
しかし、于琮が撰じた「唐故夔王李滋墓誌」によれば、夔王李滋は咸通4年に卒すとあり、『旧唐書』の記載が正確であると考えられ、『新唐書』は、通王と夔王李滋が同一人物であると誤解しているのではないかと思われる。